# President’s Cup 2018
Der President’s Cup 2018 war ein Tennisturnier der ATP Challenger Tour 2018 für Herren und ein Tennisturnier des ITF Women’s Circuit 2018 für Damen in Astana. Sie fanden zeitgleich vom 16. bis 22. Juli 2018 statt.